# Camptoprosopella mallochi
Camptoprosopella mallochi är en tvåvingeart som beskrevs av Shewell 1939. Camptoprosopella mallochi ingår i släktet Camptoprosopella och familjen lövflugor. Inga underarter finns listade i Catalogue of Life.